# Wapen van Steendorp

Het wapen van Steendorp

Het wapen van Steendorp werd nooit officieel toegekend, maar in de praktijk wel gebruikt door de toenmalige Oost-Vlaamse gemeente Steendorp. Sinds Steendorp in 1976 met de gemeente Temse fuseerde, heeft het wapen geen officiële status meer. Men kan het wapen als volgt blazoeneren:

In lazuur twee gekruiste sleutels, in het hoofd vergezeld van een letter S en in de voet vergezeld van een baksteenvorm, alles van goud.

## Symboliek van het wapen
Het wapen van Steendorp is afgeleid van dat van Bazel, aangezien Steendorp tot 1881 van de gemeente Bazel deel uitmaakte. De twee sleutels verwijzen naar Sint-Pieter, de patroonheilige van Bazel, terwijl de kleuren die van het Verenigd Koninkrijk der Nederlanden zijn. In het wapen van Steendorp zijn twee elementen toegevoegd. Ten eerste verwijst de letter S naar de naam van Steendorp. Ten tweede is in de schildvoet een baksteenvorm afgebeeld, die verwijst naar de steenbakkerijen waarrond Steendorp gegroeid is.

## Verwante symbolen en wapens

De vlag van de voormalige gemeente Steendorp
Het wapen van Bazel, waarvan dat van Bazel afgeleid is
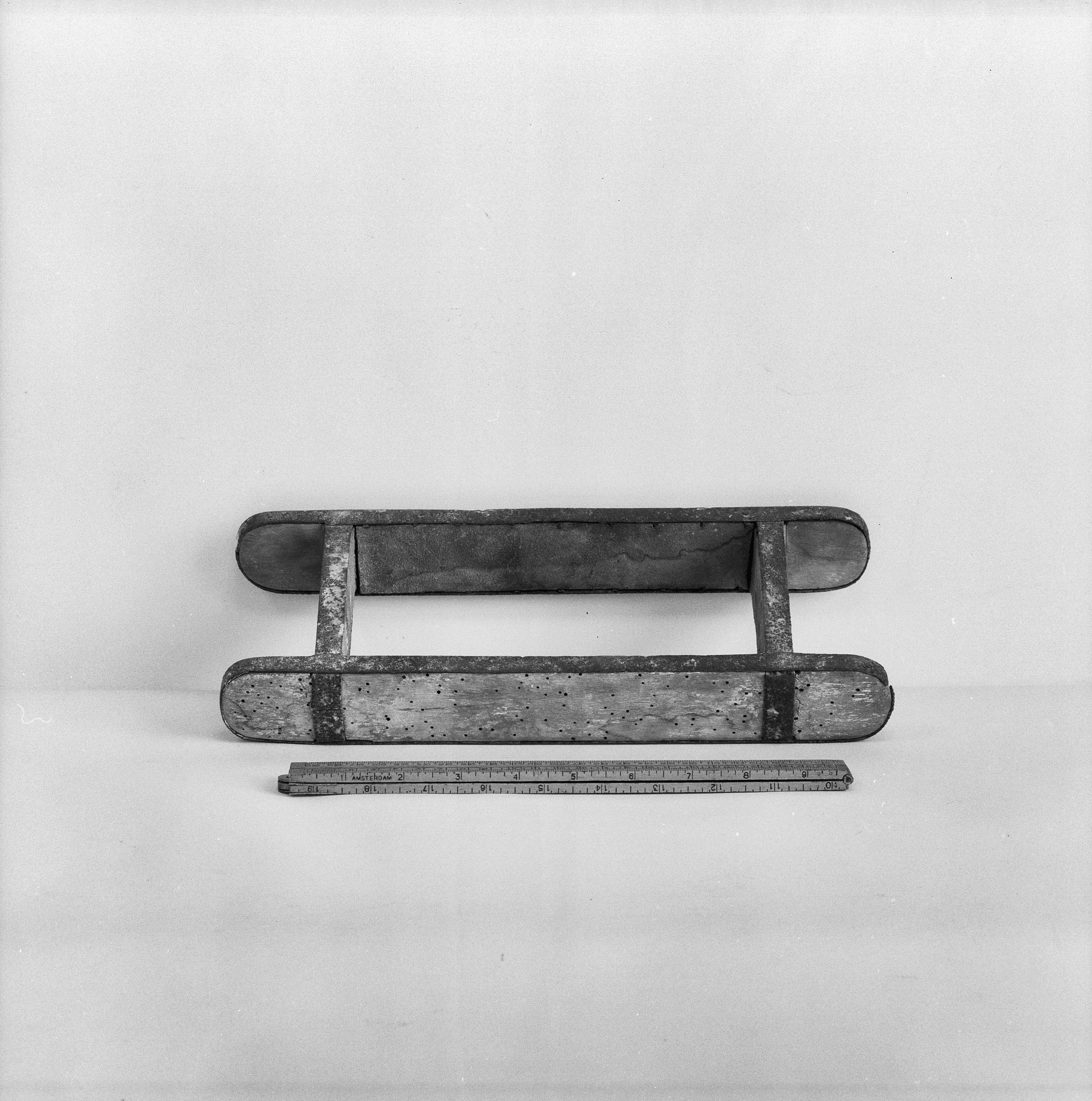
Een vormbak waarin klei tot grauwe stenen gevormd wordt, alvorens de stenen tot bakstenen gebakken worden

Aalst · Aalter · Assenede · Berlare · Beveren-Kruibeke-Zwijndrecht · Brakel · Buggenhout · Deinze · Denderleeuw · Dendermonde · Destelbergen · Eeklo · Erpe-Mere · Evergem · Gavere · Gent · Geraardsbergen · Haaltert · Hamme · Herzele · Horebeke · Kaprijke · Kluisbergen · Kruisem · Laarne · Lebbeke · Lede · Lierde · Lievegem · Lochristi · Lokeren · Maarkedal · Maldegem · Merelbeke-Melle · Nazareth-De Pinte · Ninove · Oosterzele · Oudenaarde · Ronse · Sint-Gillis-Waas · Sint-Laureins · Sint-Lievens-Houtem · Sint-Martens-Latem · Sint-Niklaas · Stekene · Temse · Waasmunster · Wetteren · Wichelen · Wortegem-Petegem · Zele · Zelzate · Zottegem · Zulte · Zwalm

Voormalige gemeentewapens: 
Bazel · Beveren · De Pinte · Kruibeke · Oosteeklo · Rupelmonde · Steendorp · Tielrode